# Федин, Владимир (боец)
Владимир Федин (род. 24 мая 1987, Россия) — российский спортсмен, представляющий тайский бокс в смешанных единоборствах. Победитель Гран-При турнира BFC 57 (2020), обладатель кубка Санкт-Петербурга по тайскому боксу. Боец промоушнов ACA и Bellator MMA. Ученик Абдуллина Дмитрия Салаватовича.

## Ранние годы
До смешанных единоборств Федин увлекался боевым самбо и тайским боксом, но, после знакомства с Пясецким Дмитрием на сборах в Беларуси, решил остановиться на последнем.
До ухода в тайский бокс, где Федин познакомился с Абдуллиным, его профессиональный рекорд в ММА составлял 1-2.
При этом один из ярких боев был проведен со звездой российского ММА — Султаном Алиевым.
Под руководством Абдуллина Федин стал обладателем кубка Санкт-Петербурга по тайскому боксу.

## Возвращение в ММА
Повторное возвращение в смешанные единоборства произошло сентябре 2014 года в Италии, где странным решением судей, победа досталась итальянскому спортсмену. В Беларуси на турнире BFC, Федин уверенно выиграл Гран-При «четверку» одержав победы техническими нокаутами в первых раундах. Сейчас Владимир тренируется в клубе «Стоун Файт» под руководством опытного бразильского тренера Валессио Сенна. Так же преподает в этом клубе тайский бокс.
14 ноября 2019 года в Тель-Авиве (Израиль) участвовал в крупном турнире топ-промоушена Bellator 234: Kharitonov vs. Vassell, проиграв там техническим нокаутом опытному израильскому тяжеловесу Адаму Керешу.
12 марта 2021 года в Краснодаре на бойцовском шоу ACA 119 проиграл удушающим приёмом опытному борцу Адлану Ибрагимову.

## Статистика боев
| №  | дата            | турнир                                         | соперник            | результат  |
| -- | --------------- | ---------------------------------------------- | ------------------- | ---------- |
| 12 | Oct / 24 / 2015 | YBN 5 — BACK 2 THE ROOTS                       | Vojtech Novak       |            |
| 11 | Sep / 17 / 2015 | Fight on Sura                                  | Ricardo braga       |            |
| 10 | Sep / 05 / 2015 | Carelia Fight                                  | Aleksi Mantykivi    |            |
| 9  | Mar / 28 / 2015 | YBN 4 — Prima Victoria                         | Mario Wittmann      | no contest |
| 8  | Feb / 12 / 2015 | Astra Fight — Fight 1                          | Konstantin Doroshev | win        |
| 7  | Feb / 12 / 2015 | Astra Fight — Fight 1                          | Sergey Telegin      | win        |
| 6  | Nov / 09 / 2014 | M-1 Belarus — League of Fighting Machines 2    | Evgeniy Efremov     | win        |
| 5  | Nov / 09 / 2014 | M-1 Belarus — League of Fighting Machines 2    | Andrey Azarov       | win        |
| 4  | Sep / 13 / 2014 | Kombat League — Cage Fight 14                  | Pietro Penini       | loss       |
| 3  | Dec / 08 / 2012 | M-1 Belarus 24 — Belarus Fighting Championship | Valery Rochev       | win        |
| 2  | Nov / 09 / 2012 | WH — Igor Vovchanchyn Cup 2                    | Sultan Aliev        | loss       |
| 1  | Jun / 15 / 2012 | BA — Baltic Arena                              | Kornel Zapadka      | loss       |

## Личная жизнь
В 2011 году Федин получил диплом о высшем образовании, закончив Санкт-Петербургский Государственный Университет Водных Коммуникаций (СПБГУВК).
Не женат. В Свободное от тренировок время занимается подготовкой молодых спортсменов.